# 사사키 리카코
사사키 리카코(일본어: 佐々木 莉佳子 ささき りかこ[*], 2001년 5월 28일 ~ )는 일본의 여성 아이돌 그룹 전 안주루무의 멤버이다. 연예사무소 J.P ROOM 소속.

## 개요
2011년 3월 11일, 동일본 대지진에 휩쓸려 집을 없애는 피난 생활을 피할 수 없다. 사사키는 충격에서 울적하게 지내게 되어, 그것을 보다 못한 사사키의 아버지는 SCK45(후에 SCK GIRLS로 개명)」라는 로컬 아이돌 그룹이 게센누마에서 활동을 시작한다고 듣고 사사키 본인은 가만히 이 그룹의 멤버 오디션에 응모했다. 동년 11월에 이 그룹의 센터로 활동.
2012년 여름, 모닝구무스메。의 추가 멤버 오디션을 받았지만, 낙선되었다. 그러나 이를 계기로 주말은 레슨에서 상경하게 된다. 또 요즘 "케센누마의 귀지 아이돌"이나 "AKB48의 마에다 아츠코와 오오시마 유코를 더해 2로 쪼갠 듯한 미소녀"이라는 선전으로「선구! 음악 순위 Eight」,「ZIP!」,「스타☆드래프트 회의」등의 프로그램에 거론되었다.
2013년 3월 1일, 정식으로 하로프로 연수생에 가입. 4월부터는 도쿄에서 어머니와 누나 3명이 살고 있다.
2014년, 얼리틴 패션 잡지「핀치 레몬」(가켄 퍼블리싱) 제22회 핀치몬 오디션에서 약 10000명 중에서 그랑프리를 수상한 4명 중 한 명이 되어, 7월호부터 전속 모델로 활동. 동년 10월 4일, 스마이레지(후의 안주루무)의 3기 멤버로 선출된 것이 발표되었다.
2023년 12월 21일, 2024년 봄 투어를 기해 안주루무 및 헬로! 프로젝트를 졸업하는 것을 발표.
2024년 6월 19일, 요코하마 아레나에서 행해진「ANGERME CONCERT 2024 SECRET SECRET 사사키 리카코 FINAL「애정의 세계로, 너도 와」」를 마지막으로 안주루무 및 헬로! 프로젝트를 졸업.
동년 8월 1일, 소속사 J.P ROOM에 이적.
2025년 2월 6일, M-line club의 가입이 발표되었다.

## 작품
- Greeting ~사사키 리카코~ (2015년 2월 28일) - e-LineUP! 한정 판매
- "사사키 리카코 사진집「RIKAKO」" 메이킹 DVD ~특별편집편~ (2015년 9월 15일) - e-LineUP! 한정 판매

## 출연

### 콘서트 · 라이브
- M-line Special 2023 ~Magical Wish~ (2023년 2월 26일, 센다이 GIGS, 2회 공연) - 게스트로서 출연.
- M-line Special 2024 Autumn ~brand new "more"~ (2024년 12월 7일, 메구로 퍼시몬 홀, 2회 공연) - 시크릿 게스트로서 출연.

### 텔레비전
- ~조르기 엔터테인먼트!~ 해피★프레 (2013년 10월 5일 ~ 2014년 9월 27일, BS닛폰)

### 무대
- 우리들 가련한 소년 합창단 (2014년 3월 14일 ~ 23일, 이케부쿠로 시어터 그린 BOX in BOX THEATER)
- 연극여자부 뮤지컬「LILIUM 리리움 소녀 순결 가극」(2014년 6월 7일 ~ 15일, 이케부쿠로 선샤인 극장 / 2014년 6월 20일 ~ 21일, 모리노미야 피로티 홀) - 미모사 역

## 서적

### 잡지
- 핀치 레몬 (2014년 7월호 ~ , 가켄 퍼블리싱) - 전속 모델

### 사진집
- 1st 솔로 사진집「RIKAKO」(2015년 7월 20일, 와니북스) ISBN 978-4-8470-4770-1
- 2nd 솔로 사진집「莉佳子ー少女、第二章ー」(2020년 5월 28일, 와니북스) ISBN 978-4-8470-8297-9
- 졸업기념 사진집「girasol」(2024년 6월 4일, 쇼가쿠칸) ISBN 9784096824580

## 참가 유닛
- 안주루무 (2014년 ~ 2024년)